# کله‌چرمی: بهترین‌های موریسی
«کله‌چرمی: بهترین‌های موریسی» یک آلبوم موسیقی در سبک آلترناتیوراک از هنرمند اهل انگلستان موریسی است که در سال ۱۹۹۷ میلادی منتشر شد.